# Giuseppe Schiavon (canottiere)
Giuseppe Schiavon, noto anche con lo pseudonimo di Bufalo (Murano, 1º marzo 1942), è un ex canottiere italiano.

## Biografia
Nato nel 1942 sull'isola di Murano (Venezia), a 18 anni, nel 1960, ha partecipato alle prime regate.
Atleta della Reale Società Canottieri Bucintoro a 22 anni ha partecipato ai Giochi olimpici di Tokyo 1964, nell'otto, insieme a Brunello, Giani, Gilardi, Glorioso, Polti, Savarin, Stefanoni e Tagliapietra, arrivando 3º in batteria con il tempo di 6'02"13, non accedendo direttamente alla finale, ma grazie alla vittoria nel recupero in 6'03"59 e terminando poi 6º in finale con il crono di 6'42"78.